# Paul Donovan (athlétisme)
Paul Donovan (né le 11 juillet 1963 à Galway) est un athlète irlandais, spécialiste des courses de demi-fond.

## Biographie
Il remporte la médaille d'argent du 3 000 mètres lors des championnats du monde en salle de 1987, à Indianapolis, devancé par son compatriote Frank O'Mara.

### Palmarès
| Date | Compétition                    | Lieu         | Résultat | Épreuve | Performance  |
| ---- | ------------------------------ | ------------ | -------- | ------- | ------------ |
| 1987 | Championnats du monde en salle | Indianapolis | 2e       | 3 000 m | 8 min 3 s 39 |

### Records
| Épreuve | Épreuve   | Performance   | Lieu         | Date            |
| ------- | --------- | ------------- | ------------ | --------------- |
| 1 500 m | Plein air | 3 min 38 s 31 | Eugene       | 2 juin 1984     |
| 1 500 m | Salle     | 3 min 41 s 39 | Fayetteville | 27 février 1985 |
| 3 000 m | Plein air | 7 min 59 s 16 | São Paulo    | 16 mai 1993     |
| 3 000 m | Salle     | 7 min 58 s 05 | Indianapolis | 6 mars 1987     |